# バニリン酸モノオキシゲナーゼ
バニリン酸モノオキシゲナーゼ（vanillate monooxygenase）は、アミノ安息香酸分解酵素の一つで、次の化学反応を触媒する酸化還元酵素である。
この酵素の基質はバニリン酸、NADH、H+とO2で、生成物は3,4-ジヒドロキシ安息香酸、NAD+、H2Oとホルムアルデヒドである。
組織名はvanillate:oxygen oxidoreductase (demethylating)で、別名に4-hydroxy-3-methoxybenzoate demethylase、vanillate demethylaseがある。